# Погіва Туїонетоа
Похіва Туїонетоа (30 червня 1951 , Тонга  — 18 березня 2023 , США ) — тонганський політик. Здобув освіту з менеджменту в Університеті Монаша у Мельбурні. У листопаді 2014 року його обрано депутатом від району Тонгатапу як кандидат від Демократичної партії. Обіймав посади міністра поліції, туризму, праці та торгівлі в уряді Акілісі Погіва. У лютому 2017 року його було призначено Державного казначейства, а у вересні 2017 року — міністром фінансів. У вересні 2019 року, після смерті чинного прем'єр-міністра, Погіва залишив уряд разом з трьома іншими міністрами та приєднався до опозиції, утворивши Народну партію. 27 вересня 2019 року обійняв посаду прем'єр-міністра Тонги, сформувавши свій уряд того ж дня.